# UEFA Champions League 2006/07 (1/8 finale) PSV Eindhoven - Arsenal FC
Deze pagina is een subpagina van het artikel UEFA Champions League 2006/07. Hierin wordt de wedstrijd in de 1/8 finale tussen PSV Eindhoven en Arsenal FC gespeeld op 20 februari nader uitgelicht.

## Wedstrijdgegevens
| Datum                | 20 februari 2007                    | 20 februari 2007                    |
| Stadion              | Philips Stadion, Eindhoven          | Philips Stadion, Eindhoven          |
| Toeschouwers         | 41.000                              | 41.000                              |
| Scheidsrechter       | Tom Henning Øvrebø NOR              | Tom Henning Øvrebø NOR              |
| Assistenten          | Geir Age Holen NOR Erik Raestad NOR | Geir Age Holen NOR Erik Raestad NOR |
| Vierde man           | Tommy Skjerven NOR                  | Tommy Skjerven NOR                  |
| Man van de wedstrijd | Edison Méndez (PSV Eindhoven)       | Edison Méndez (PSV Eindhoven)       |
|                      | PSV Eindhoven                       | Arsenal FC                          |
| Doelpunten           | 1                                   | 0                                   |
| Gele kaarten         | 0                                   | 1                                   |
| Rode kaarten         | 0                                   | 0                                   |
| Wissels              | 2                                   | 1                                   |
| Schoten op doel      | 4                                   | 6                                   |
| Schoten naast doel   | 2                                   | 5                                   |
| Overtredingen        | 9                                   | 8                                   |
| Hoekschoppen         | 1                                   | 9                                   |
| Buitenspel           | 0                                   | 2                                   |
| Strafschoppen        | 0                                   | 0                                   |
| Balbezit (tijd)      | 32 min                              | 36 min                              |
| Balbezit (%)         | 46%                                 | 54%                                 |

| PSV Eindhoven | 1-0            | Arsenal FC |
| 61' Edison Méndez | goals (assist) | |
| Ronald Koeman | coach          | Arsène Wenger |
| Gomes Jan Kromkamp Alex Timmy Simons Phillip Cocu Arouna Koné Edison Méndez Manuel da Costa ( 66') Jason Čulina Carlos Salcido Diego Tardelli ( 75') | Opstellingen   | Jens Lehmann Cesc Fabregas Kolo Touré Philippe Senderos Tomáš Rosický William Gallas Alexandr Hleb ( 75') Thierry Henry Gilberto Gaël Clichy Emmanuel Adebayor |
| Sun Xiang ( 66') Mika Väyrynen ( 75') | Wissels        | Júlio Baptista ( 75') |
| | gele kaarten   | 63' Philippe Senderos |
| | rode kaarten   | |